# Anne of Green Gables (1934)
Anne of Green Gables ist ein US-amerikanischer Familienfilm aus dem Jahr 1934. Das Drehbuch beruht auf dem Buch Anne auf Green Gables der kanadischen Autorin Lucy Maud Montgomery. Die Premiere des Films war am 21. Dezember 1934. Die Hauptdarstellerin Dawn O’Day änderte ihren Namen im Zuge der Dreharbeiten in Anne Shirley, was dem Namen der Titelfigur entspricht, und behielt diesen Namen als Künstlernamen bei. Der Film hält sich anfänglich an die Literaturvorlage, schweift aber im letzten Drittel deutlich davon ab. 1940 wurde mit Anne in Windy Poplars eine Fortsetzung gedreht. 

## Handlung
Matthew und Marilla Cuthbert, ein Geschwisterpaar, möchten aus einem Waisenhaus einen Jungen in Pflege nehmen, der ihnen bei der Farmarbeit helfen soll. Das Waisenhaus schickt aber ein Mädchen: die rothaarige, fantasievolle Anne. Das Paar beschließt, das Mädchen zu behalten. Anne schließt Freundschaft mit Diana Barry und Gilbert Blythe, in den sie sich verliebt. Anne prahlt vor Diana, sie könne Gilbert um den kleinen Finger wickeln. Um Gilbert eifersüchtig zu machen, behauptet Anne, sie würde mit einem von Mr. Phillips ehemaligen Schülern einen regen Briefkontakt unterhalten. Als Anne versehentlich Matthews Boot versenkt, als sie auf dem See den Part der Lady of Shalott von Alfred Tennyson übt, rettet Gilbert sie. Die beiden beginnen eine Beziehung, die geheim bleiben muss, da Gilberts Vater vor vielen Jahren mit der Frau durchgebrannt ist, die Matthew heiraten wollte. Marilla ist auch nach vielen Jahren erzürnt darüber. Nachdem die Beziehung nach drei Jahren entdeckt worden ist, müssen sich die beiden trennen. Als Gilbert Matthews Leben rettet, wird das Liebespaar wieder vereint.